# Battaglia di Tskhinvali
La battaglia di Tskhinvali (in russo: Бои за Цхинвал, in georgiano: ცხინვალის ბრძოლა), combattuta tra l'8 e l'11 agosto 2008, è stata una lotta per la conquista dell'omonima città, capitale dell'Ossezia del Sud.
Le truppe georgiane entrarono nella città la mattina dell'8 agosto 2008 dopo un fuoco preparatorio di artiglieria. La loro avanzata fu contrastata dalle milizie dell'Ossezia del Sud e dei membri delle forze russe che si trovavano in città. Nello stesso giorno partirono dalla Russia altri soldati per rinforzare le truppe, ma arrivarono in ritardo a causa del terreno difficile e impervio. Le truppe georgiane fecero diversi tentativi per conquistare la città ma, infine, la sera del 10 agosto, furono costrette a ritirarsi. L'11 agosto, tutti i soldati della Georgia avevano abbandonato l'Ossezia meridionale e una parte della città di Tskhinvali era distrutta.

## La battaglia

### La prima fase
Le città di Gori (Georgia) e Tskhinvali (Ossezia del Sud) si trovano nella valle del fiume Liakhvi, a 32 miglia di distanza l'una dall'altra. I giorni prima dell'attacco, le forze georgiane avevano installato la loro base a Gori, prima di andare a Tskhinvali, probabilmente il bersaglio principale.

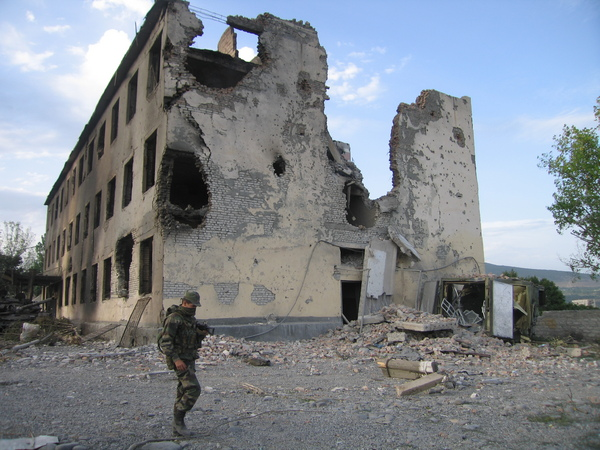
Un palazzo danneggiato durante la battaglia di Tskhinvali

### 8-9 agosto 2008
L'esercito georgiano ha lanciato la prima offensiva nella notte tra il 7 e l'8 agosto. Così, mentre le truppe georgiane aprivano il fuoco contro le postazioni nemiche, la flotta aerea bombardava la città di Tskhinvali che subì diversi danni. Qualche ora dopo i soldati della Georgia iniziarono ad avanzare provocando diverse perdite all'esercito russo. La mattina dell'8 agosto, i rinforzi hanno attraversato, per raggiungere le truppe russe a Tskhinvali, il confine internazionale che separa l'Ossezia Settentrionale-Alania dalla Ossezia del Sud, attraverso il tunnel di Roki. Quando queste forze raggiunsero la città le truppe georgiane furono costrette a ritirarsi parzialmente verso sud. L'offensiva russa intanto aveva bombardato la base aerea di Vaziani, a pochi chilometri da Tbilisi. I georgiani, che erano stati respinti durante le ore precedenti, riuscirono a raggrupparsi e a organizzare una controffensiva per riconquistare la città. La Russia subì pesanti perdite umane e materiali, e il comandante delle forze armate Anatolij Chrulëv, fu ferito in un agguato. Tuttavia, l'attacco non funzionò, la Georgia perse decine di uomini e tre carri armati e le truppe georgiane furono respinte dalla città. Allo stesso tempo, i russi avevano lanciato dei punti di attacco aereo vicino alla città di Gori.

### 10 agosto
Il 10 agosto, le truppe dell'Ossezia del Sud e della Russia avevano preso il controllo della città e della zona circostante, respingendo l'offerta georgiana di cessare il fuoco.

### 11 agosto
Durante l'ultimo tentativo di penetrare nella città, la Georgia ottenne una dura sconfitta.

Dopo quest'ultima azione l'esercito georgiano sgomberò l'Ossezia del Sud nella serata dell'11 agosto.